# نقد ترجمه
نقد ترجمه (به انگلیسی: Translation Criticism) یک میان‌رشته دانشگاهی است که بسیار نزدیک به نقد ادبی و مطالعات ترجمه می‌باشد. می‌توان گفت که نقد ترجمه یعنی مطالعه، ارزشیابی و تفسیر جنبه‌های مختلف آثار ترجمه شده.

## توضیح
بررسی جامع ترجمه مدتها از جهات مختلف قابل پذیرش نبود. بعضی معتقدند نقد ترجمه بر جنبه‌های منفی آن ترجمه توجه می‌کنند؛ آن‌ها می‌گویند نقد ترجمه به‌معنی یافتن نقص‌های موجود است. نقد مدرن برخلاف این نظر است و می‌گوید یک نقد ترجمه باید به جنبه‌های مثبت ترجمه هم توجه داشته باشد. یکی از اهداف نقد ترجمه آگاه‌سازی جامعه از دقت به کار رفته در ترجمه است و اینکه آیا مترجم توانسته به اهدافش دست یابد یا نه
نشست‌های نقد ترجمه پس از معرفی کتاب به مخاطبان، با هماهنگی میان بزرگان و اهل قلم و بزرگان زمینه مربوط با هماهنگی از سوی انجمن برگزار می‌شود. در این جلسات نویسنده از چالش‌هایی که در ترجمه کتاب با آنان روبرو بوده سخن می‌گوید و حضار به حمایت یا نقد او، گفتگو می‌کنند.
مترجمان حرفه‌ای یا تازه‌کار که متون ادبی ترجمه می‌کنند به‌طور اجتناب ناپذیری با موضوع کیفیت ترجمه روبرو هستند. مشکلات مختلفی برای نقد ترجمه وجود دارد از جمله نام عمل ارزشیابی ترجمه و ملاک ارزشیابی ترجمه که در مورد هرکدام هم مطالعات مختلفی انجام شده‌است.
مقابله و تحلیل آثار ترجمه شده شیوه‌ای بسیار مؤثر و کارآمد برای شناخت بهتر و درک واقعی روش‌های ترجمه است. با نقدآثار ترجمه شده می‌توان ترجمه‌های خوب را به راحتی از ترجمه‌های بد تمیز داد، با شیوهٔ کار و ذوق و سلیقه مترجمان ورزیده آشنا شد، تفاوت میان روش‌های ترجمه را در عمل دید و تعاریف و نظریه‌های ارائه شده دربارة فن ترجمه را بهتر درک کرد. محمدجواد کمالی، مؤلف کتاب «اصول فن ترجمه»، در این خصوص به نکتهٔ مهمی اشاره می‌کند: «منتقد ترجمه نباید در مقابلة آثار دچار وسواس شود و دائم به دنبال ایرادگیری باشد بلکه باید بکوشد با تجزیه و تحلیل درست و منطقی، معیارها و اصول رعایت شده در هر ترجمه را مشخص کند و در واقع نقش سخنگوی مترجم را ایفا کند؛ زیرا مترجم در حین کار ترجمه و پس از آن نیازی نمی‌بیند دربارهٔ جزئیات و نحوهٔ ترجمه و اصولی که از آن‌ها برای برگردان متون مختلف استفاده می‌کند سخنی بگوید. پس این وظیفه منتقد و تحلیل‌گر مسایل ترجمه است که راز و رمز نهفته در ترجمهٔ او را برای دیگران آشکار سازد و اگر به نکته‌ای در خور اهمیت برخورد که مترجم نسبت به آن بی‌توجه و غافل بوده‌است، آن را نیز گوشزد کند.»
بهتر است نقد ترجمه به چند بخش تقسیم شود و در هر بخش جنبه‌های خاصی از ترجمه به ترتیب اهمیت مورد توجه قرار گیرد. همچنین اگر مترجمی ترجمه خود را به دلایلی بازنگری کرده‌است، می‌توان به نقد ترجمهٔ مکرر او پرداخت و دلایل بازنگری را برای خوانندگان اثر مشخص نمود. مقالهٔ «نگاهی به ویرایش جدید ژرمینال» نمونه‌ای از این نوع نقد است.
ترجمه یک متن ادبی وقتی بررسی می‌شود در ابتدا هدف بررسی‌کننده، قضاوت نیست بلکه هدف یافتن جایگاه ترجمه نسبت به متن اصلی است؛ این کار با بررسی عواملی انجام می‌شود که از انتخابهای ترجمه‌ای مترجم نشات می‌گیرند. هنگام مقایسه چند ترجمه از یک متن، نتایج بررسی باید منجر به ساخت یک فرضیه برای هر ترجمه شوند: ملاکهایی نظیر divergent similarity ,relative divergence ,radical divergence و adaptation برای چنین تحلیلی مهم هستند.
یکی از اشخاص بسیار تأثیرگذار در این زمینه، آنتوان برمن بود که مدعی شد همان‌طور که نظریه‌های مختلفی برای ترجمه وجود دارد ممکن است مِتُدهای مختلفی هم برای نقد ترجمه وجود داشته باشد؛ بنابراین خودش مدلی ارائه کرد که روشی تحلیلی بر ترجمه بود که می‌توان آن را بر اساس هدف مشخص هر تحلیلگر تنظیم نمود و همچنین می‌توان آن را با هر نوع متن مرسومی منطبق ساخت. او مصرانه بر این باوراست که هر مترجم قبل از فرایند ترجمه باید یک پروژه ترجمه را ایجاد کند.

## پیوندهای مرتبط
- ادبیات تطبیقی
- مطالعات فرهنگی
- نقد ادبی
- ترجمه متون ادبی
- ترجمه
- پروژه ترجمه
- مطالعات ترجمه
- ترجمه‌ناپذیری
- ترجمه فرهنگی